# Fuggerei (Augsburg)

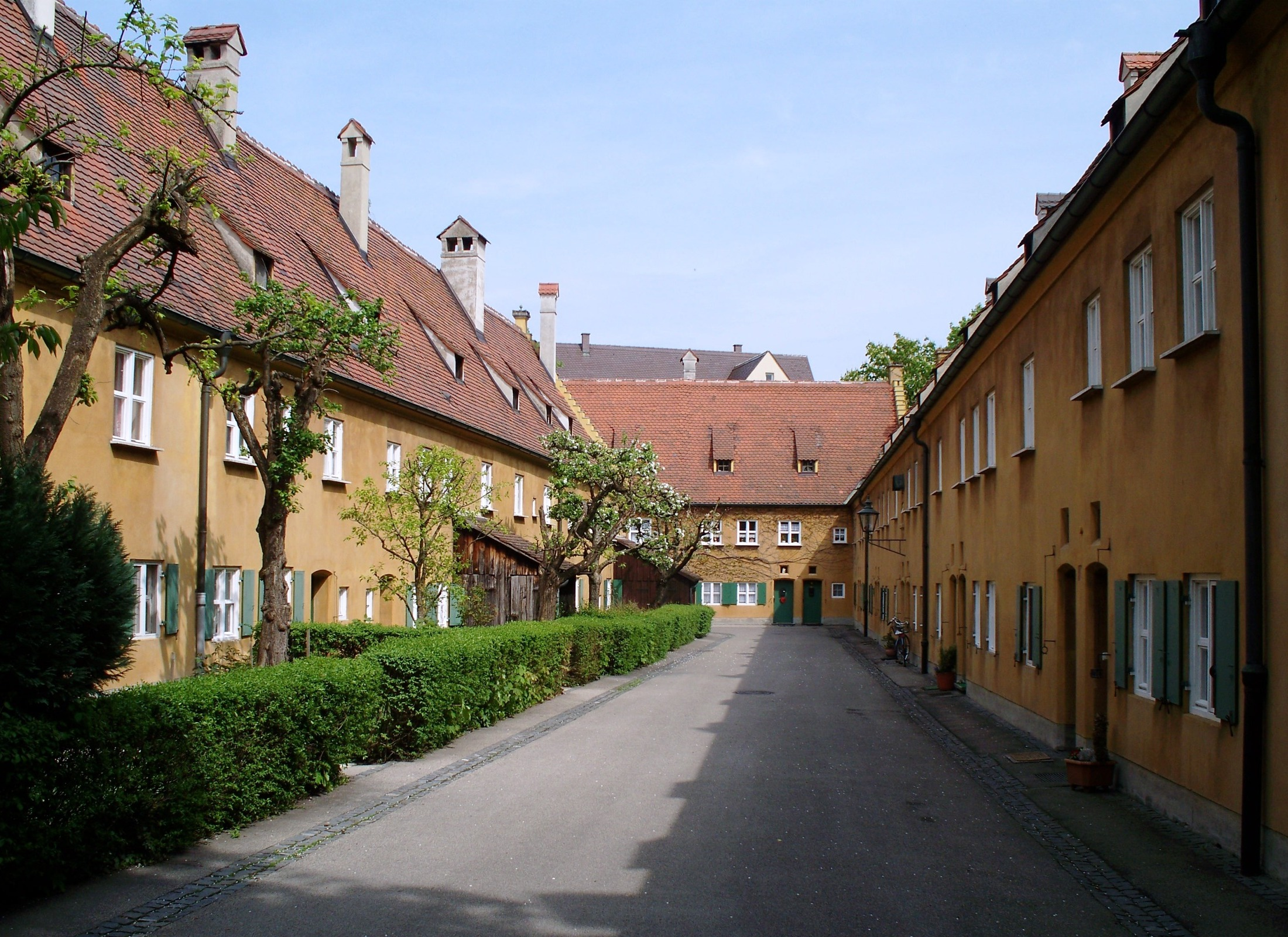
Een steeg in de Fuggerei te Augsburg (2010)

De Fuggerei in Augsburg is het eerste sociale wooncomplex van Europa.
Het complex voor arme burgers van Augsburg werd gebouwd in opdracht van de gebroeders Fugger. Het is een ommuurd hof, waarvan de deuren elke avond om 22 uur gesloten en 's ochtends om 5 uur geopend worden. Het complex bestaat tegenwoordig uit 140 woningen voor arme katholieke Augsburgers. Men betaalt nog steeds € 0,88 per jaar aan huur. Dit is gelijk aan het bedrag in de 16e eeuw. Toen was de prijs 1 Rijksdaalder per jaar per huis. Bewoners van het complex gaan dagelijks een keer naar de kapel in het complex en bidden een Onzevader en een Weesgegroet voor de zielenheil van oprichter Jakob Fugger de Rijke en voor de familie Fugger.

## Geschiedenis
De Fuggerei werd op 23 augustus 1521 formeel geschonken door Jakob Fugger, als woonwijk voor arme burgers uit Augsburg.
Het wooncomplex werd  tussen 1516 en 1523 gebouwd onder leiding van bouwmeester Thomas Krebs. In deze periode werden 52 huisjes gebouwd rond de eerste zes straten. De huizen werden grotendeels met gestandaardiseerde plattegronden gecreëerd. De huizen hadden twee verdiepingen en dat waren voor die tijd erg royale omstandigheden, zeker voor arme mensen. Het concept van de Fuggerei was echt modern in die tijd en werd als hulpmiddel voor zelfhulp gebruikt, de mensen moesten het zelf doen. De woonwijk was bedoeld voor ambachtslieden en dagloners die door bepaalde omstandigheden in de  armoede terecht kwamen en bijvoorbeeld door ziekte die hierdoor hun eigen huishouden niet alleen konden runnen, bijvoorbeeld. De bewoners waren in staat hun levensonderhoud voort te zetten binnen en buiten de Fuggerei en diende te vertrekken, indien ze er echt economisch beter voor kwamen te staan. De Fuggerei bestond tot ver in de 20e eeuw,vooral gezinnen met vaak meerdere kinderen. 

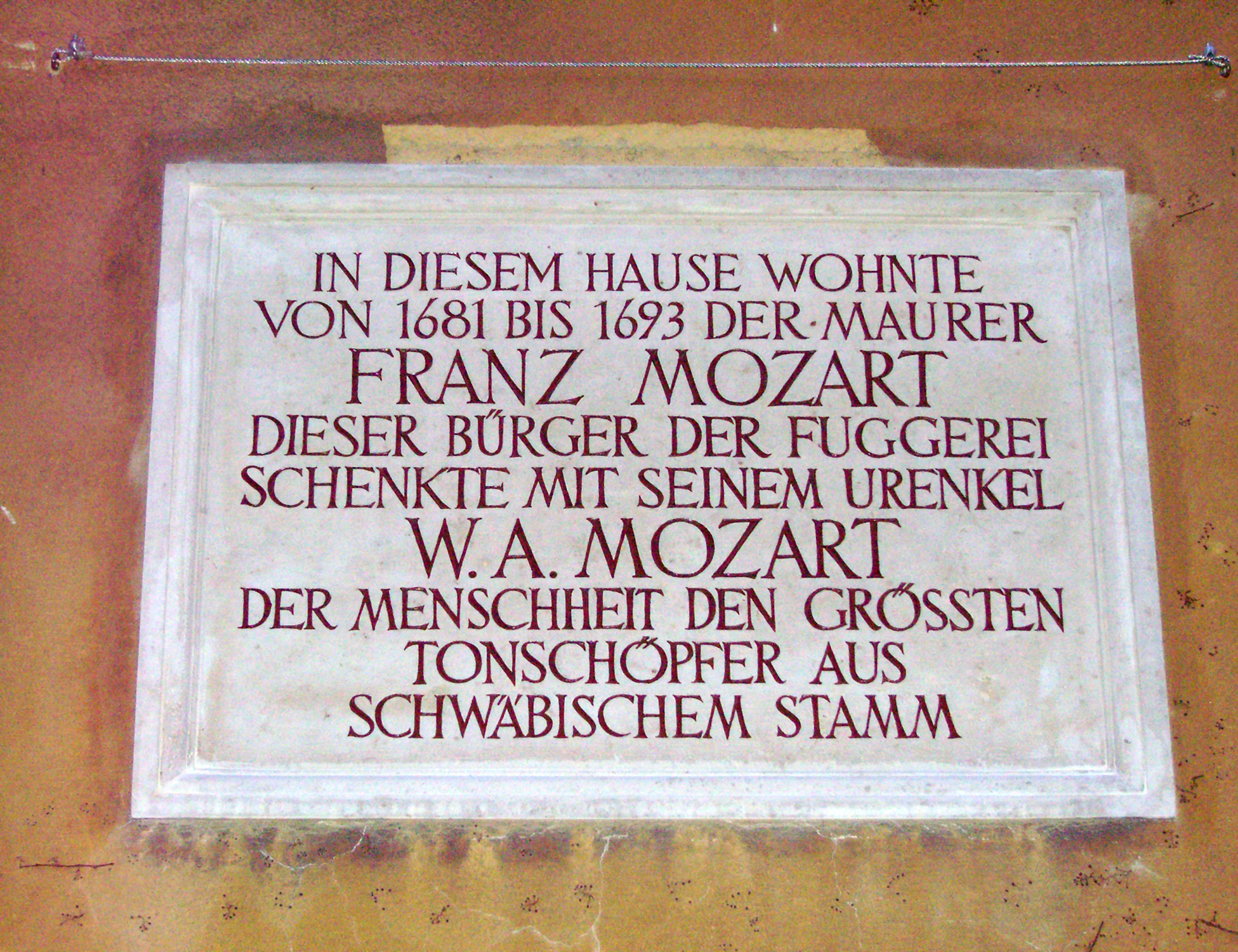
Gedenksteen op het huis waar Franz Mozart gewoond heeft

De naam "Fuckerey" (Fuggerei) wordt in 1531 voor het eerst genoemd. In 1581/82 werd de Sint-Marcuskerk gesticht door Markus Fugger en Phillip Fugger en door meesterbouwer Hans Holl in het sociale wooncomplex gebouwd. In de Dertigjarige Oorlog werd de Fuggerei in 1642 grotendeels verwoest door de Zweden, maar aansluitend weer herbouwd. Vanaf 1681 tot zijn dood in 1694 woonde Franz Mozart, de overgrootvader van de componist Wolfgang Amadeus Mozart, in de Fuggerei.
De Fuggerei werd uitgebreid in de jaren 1880 en in 1938. In de Tweede Wereldoorlog, tijdens de Britse luchtaanval met het Bombardement op Augsburg, in de nacht van 25 op 26 februari 1944 werd de Fuggerei voor twee derde beschadigd. De familie Fugger besloot in 1944, deels met fondsen, de Fuggerei in oude stijl te herbouwen. De Wederopbouw werd voltooid in de jaren 1950.
In 1973 werd de Fuggerei nog eens uitgebreid.

## Het Fuggereicomplex
Het Fuggereicomplex bestaat uit acht straten en wordt begrensd door drie poorten en stadsmuren, waarmee het als een stad in een stad kan worden beschouwd. In het complex bevindt zich een fontein. Op de Hoofdpoort staat het stichtingsjaar 1519 en is het wapenbord van de familie Fugger boven de blauw-wit gestreepte deuren geplaatst. Naast de Marcuskerk, gelegen aan het begin van de hoofdstraat, de Herrengasse, is er sinds 1957 ook het Fuggerei museum. Onderdeel van dat museum is sinds 2007 een museumwoning. Eveneens sinds 2007 is er in de Fuggerei een buste van de grondlegger Jacob Fugger de rijke te vinden. De gele huizen met groene luiken hebben allemaal een eigen tuin. Het complex is dagelijks geopend voor toeristen via de hoofdpoort van het complex. De openingstijden wisselen in het toeristische hoofd- en naseizoen. Sinds 2006 is dit een grote bron van inkomsten.

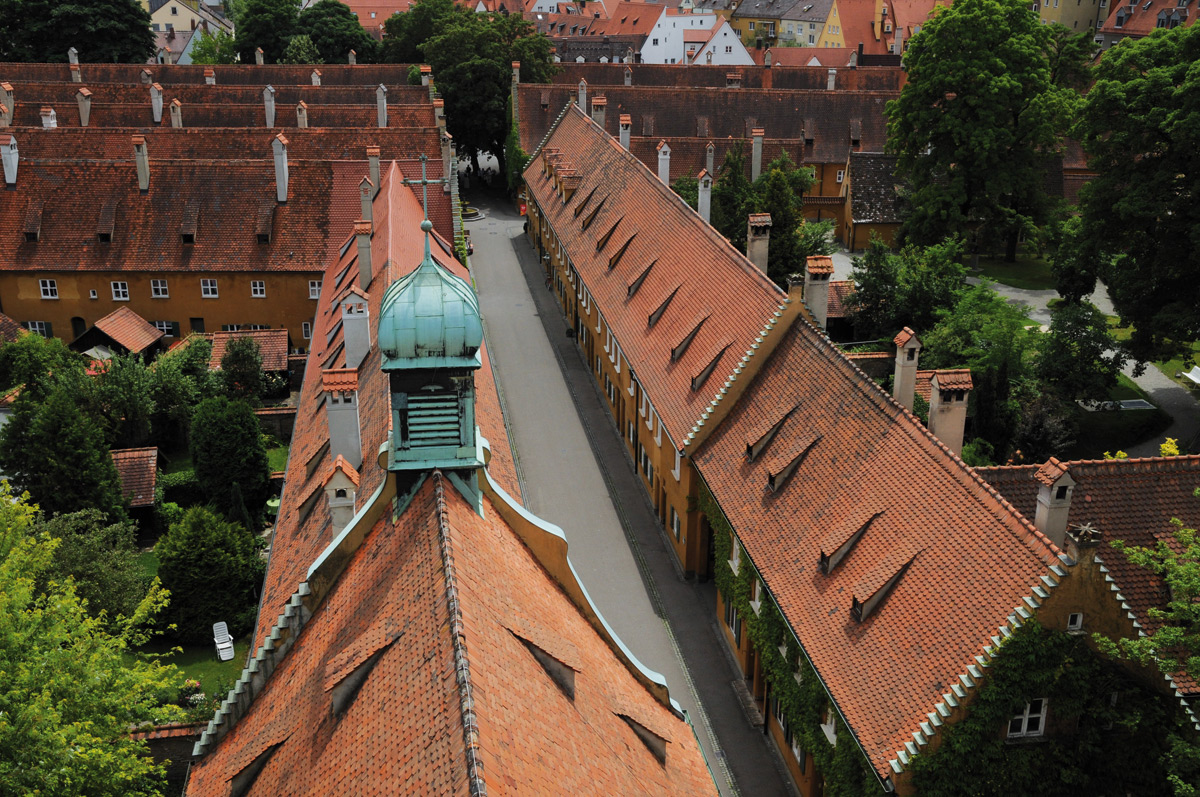
Sint-Marcuskerk in de Herrengasse
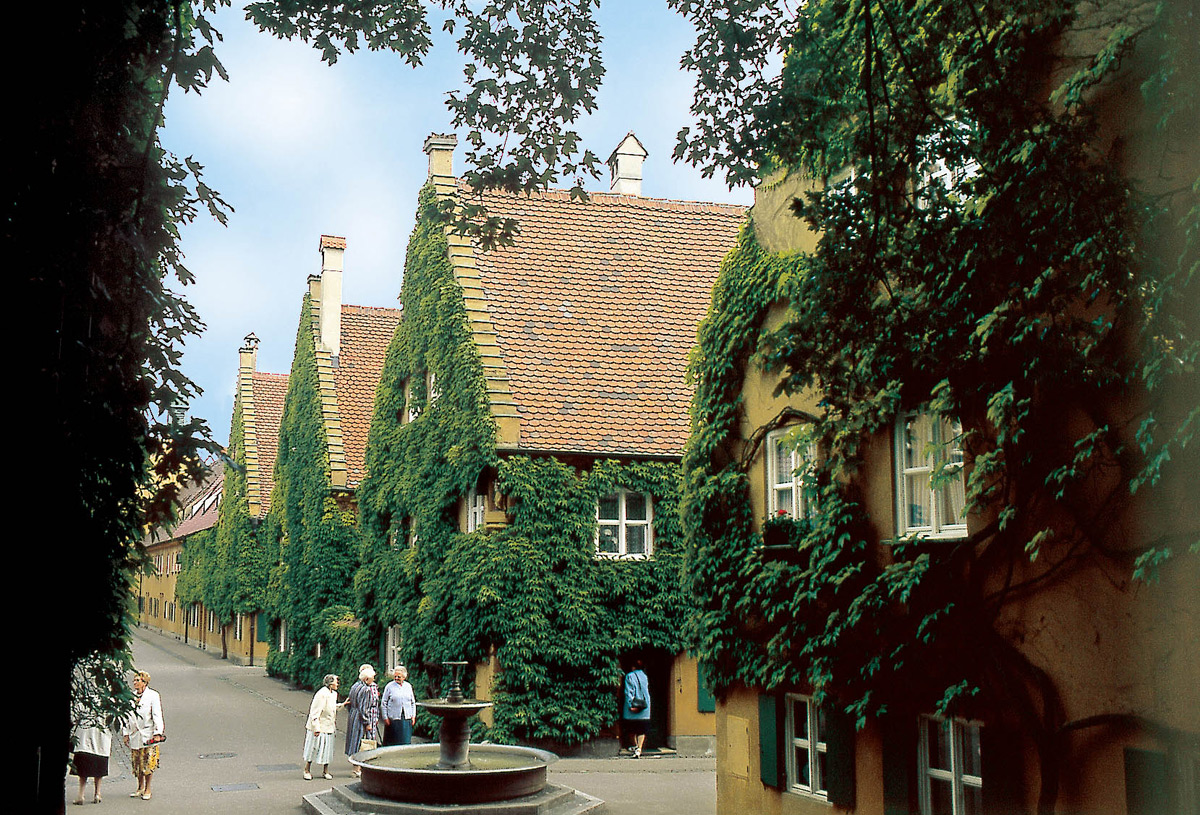
De Herrengasse vanuit het zuiden
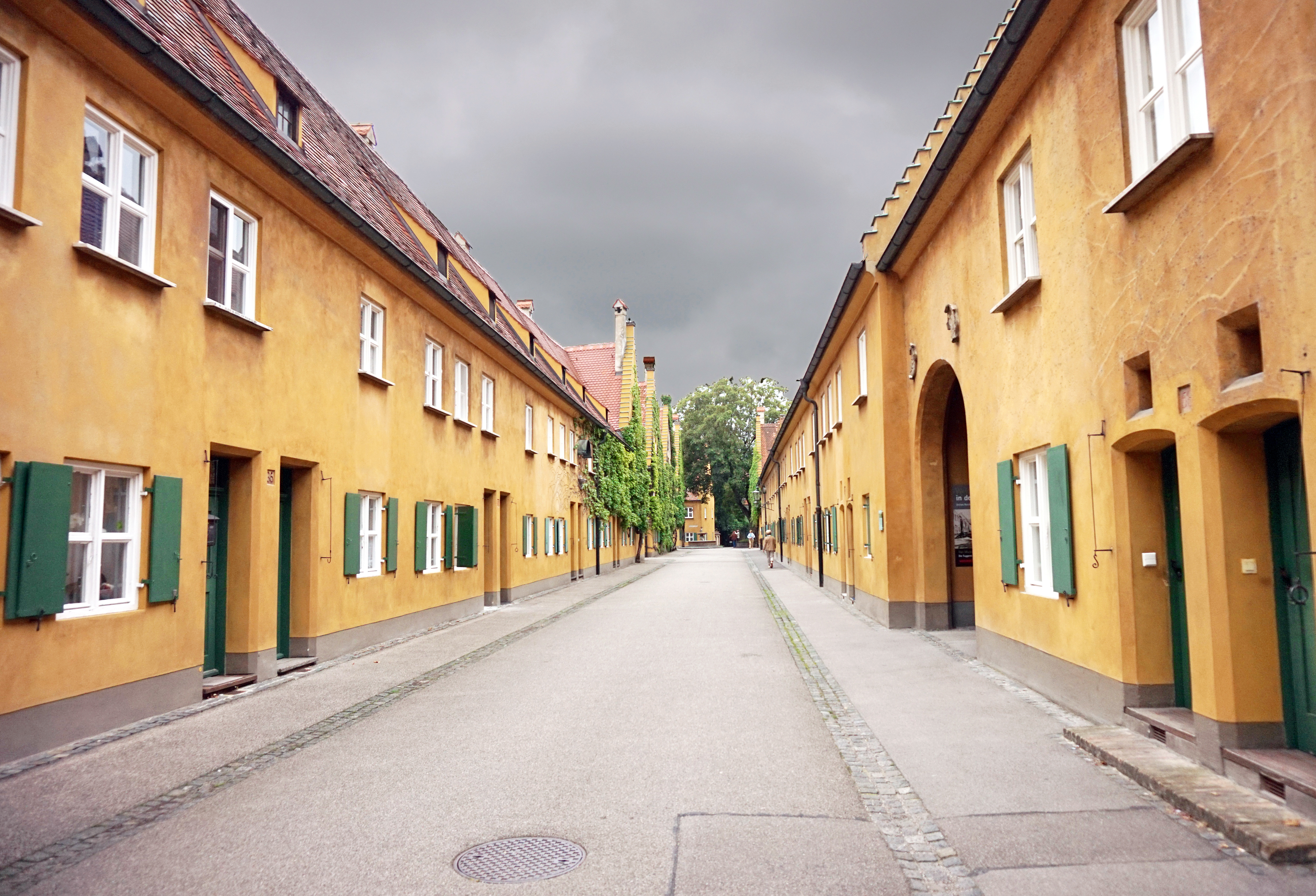
Herrengasse
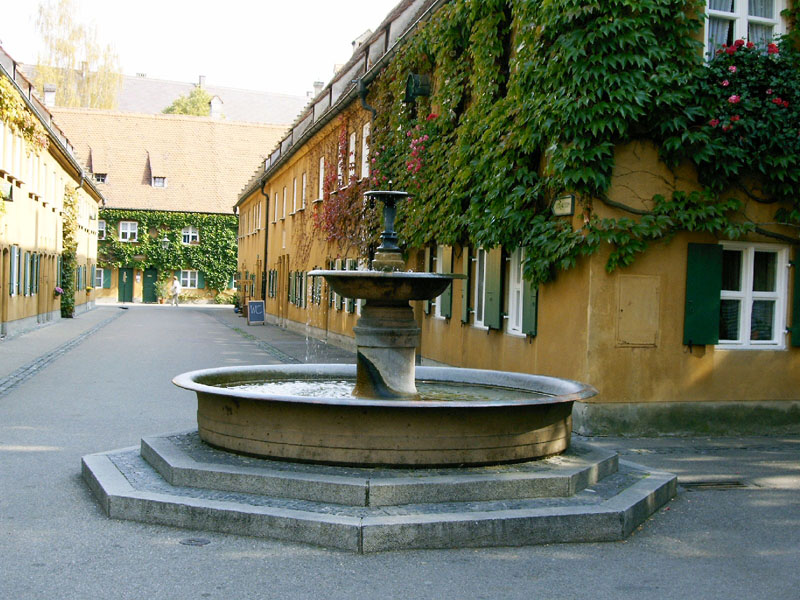
De Mittelgasse met de Fontein
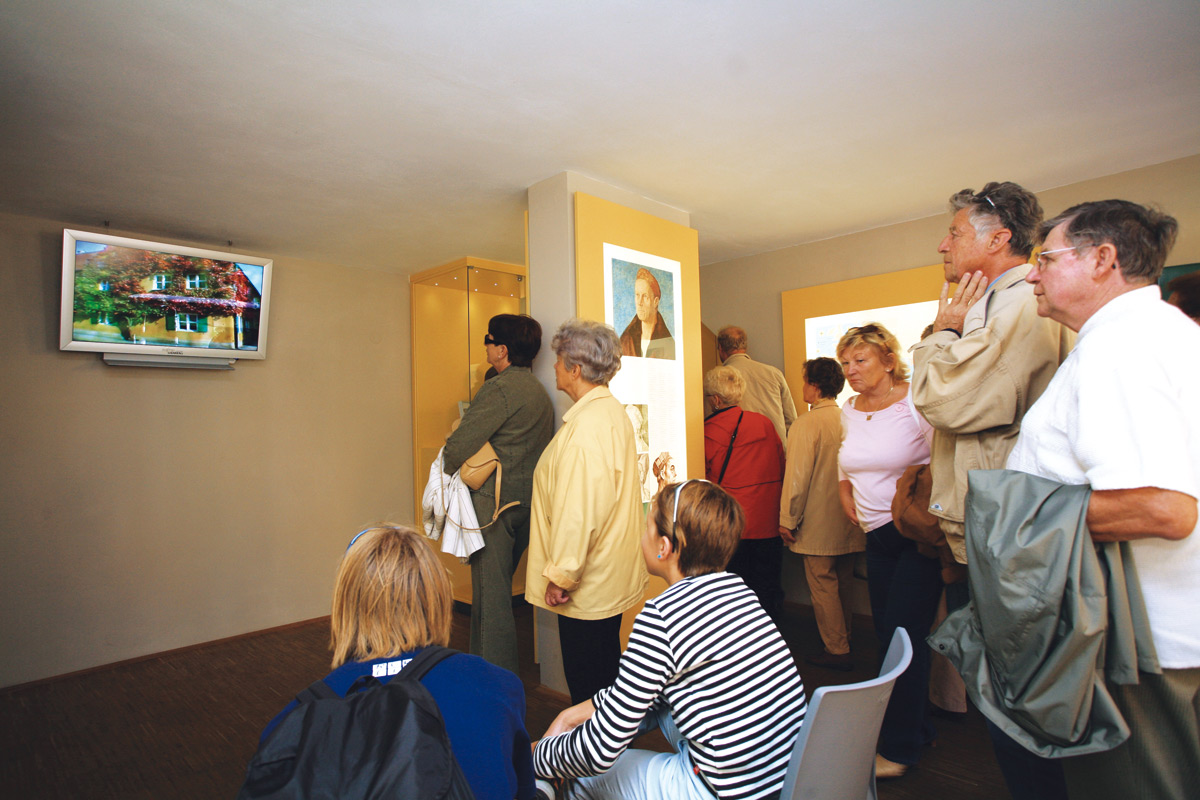
Het Fuggereimuseum
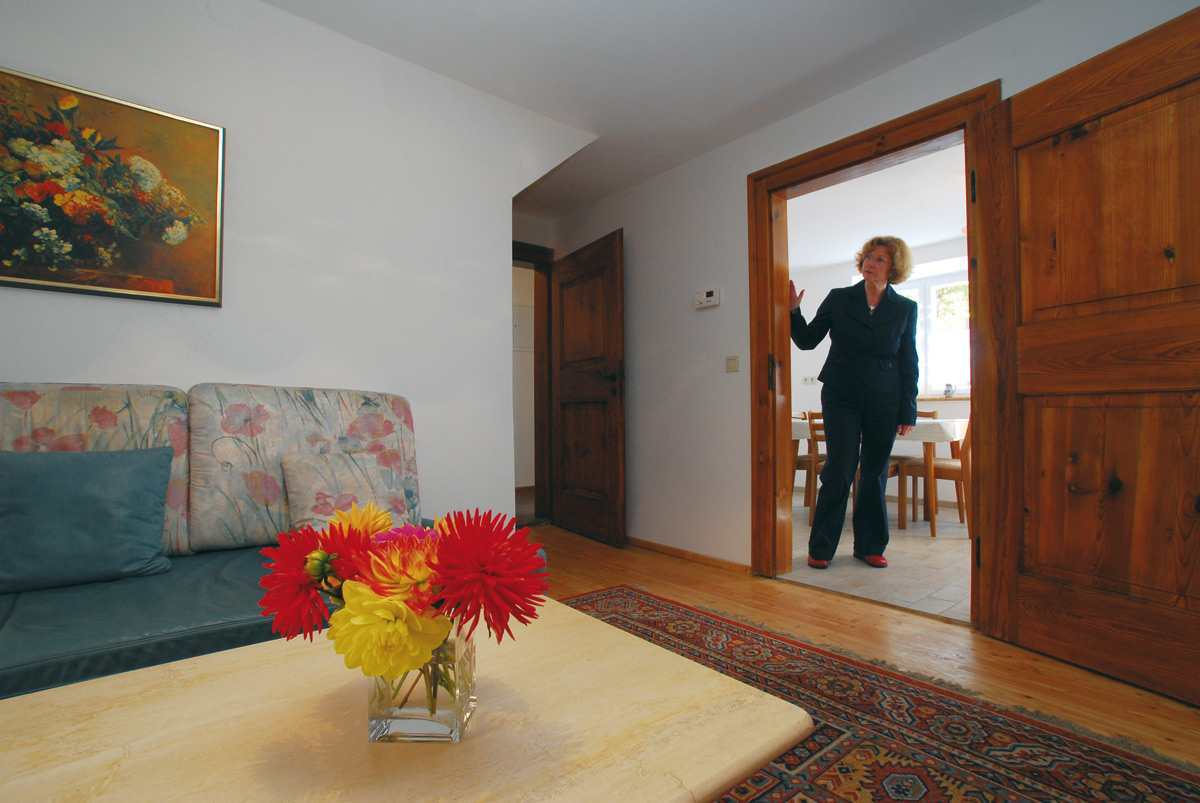
De museumwoning

## Externe webpagina
- Webpagina:Augsburg.de/fuggerei